# Aidia gardneri
Aidia gardneri là một loài thực vật có hoa trong họ Thiến thảo. Loài này được (Thwaites) Tirveng. mô tả khoa học đầu tiên năm 1978.